# Oklahoma City Blue 2020-2021
La stagione 2020-21 degli Oklahoma City Blue fu la 20ª nella NBA D-League per la franchigia.
Gli Oklahoma City Blue arrivarono noni nella regular season con un record di 8-7, non qualificandosi per i play-off.

## Roster
| N° | Naz.                   | Ruolo | Sportivo           | Anno | Alt. | Peso |
| -- | ---------------------- | ----- | ------------------ | ---- | ---- | ---- |
| 1  | Stati Uniti (bandiera) | G     | Ryan Woolridge     | 1996 | 191  | 79   |
| 2  | Stati Uniti (bandiera) | G     | Rob Edwards        | 1997 | 196  | 93   |
| 3  | Stati Uniti (bandiera) | G     | Antonius Cleveland | 1994 | 196  | 88   |
| 5  | Stati Uniti (bandiera) | G     | Zavier Simpson     | 1997 | 183  | 86   |
| 6  | Stati Uniti (bandiera) | G     | Phil Booth         | 1995 | 188  | 86   |
| 7  | Turchia (bandiera)     | C     | Ömer Yurtseven     | 1998 | 213  | 125  |
| 8  | Francia (bandiera)     | A     | Jaylen Hoard       | 1999 | 203  | 98   |
| 9  | Stati Uniti (bandiera) | C     | Moses Brown        | 1999 | 218  | 111  |
| 12 | Stati Uniti (bandiera) | A     | Vince Edwards      | 1996 | 201  | 102  |
| 15 | Stati Uniti (bandiera) | A     | Josh Hall          | 2000 | 206  | 86   |
| 16 | Stati Uniti (bandiera) | GA    | Ty Jerome          | 1997 | 196  | 88   |
| 17 | Serbia (bandiera)      | C     | Aleksej Pokuševski | 2001 | 213  | 86   |
| 25 | Stati Uniti (bandiera) | G     | Chasson Randle     | 1993 | 188  | 84   |
| 35 | Stati Uniti (bandiera) | GA    | Melvin Frazier     | 1996 | 196  | 98   |

## Staff tecnico
- Allenatore: Grant Gibbs
- Vice-allenatori: Daniel Brady, Eric Maynor, Caliph Mohammed, Bradford Burgess